# Elisa Balaguer Gonel
Elisa Balaguer Gonel (Vinaroz, 1895-Castellón 1975) fue una pintora española que trabajó principalmente en la provincia de Castellón. Su obra artística se basa en la retratística.

## Biografía
Elisa Balaguer Gonel nació en Vinaroz en 1895, donde residió hasta la edad de seis años. Tras el fallecimiento de su padre se trasladó a vivir a Castellón junto a sus hermanos, ciudad donde inició su formación artística, asistiendo a clases de dibujo y pintura en la academia del pintor Vicente Castell. A principios de la década de los treinta consiguió una beca de la Diputación Provincial para estudiar Bellas Artes en la Academia de San Fernando en Madrid, junto a los maestros Eduardo Chicharro y Manuel Benedito.
Se desconocen las circunstancias personales que envolvieron sus primeros años, así como las obras que realizara en aquel entonces.La obra que de ella se conserva, es muy escasa, o al menos que se conozca públicamente, siendo más conocida como profesora en el Instituto Francisco Ribalta que como pintora.
Disfrutó de una beca de pintura en Madrid por la Diputación en 1932, a la edad de 37 años, que prolongó hasta 1936. Impartió durante 20 años docencia en el Instituto Francisco Ribalta de Castellón. En el año 1965 se jubilaría, permaneciendo en la misma ciudad, donde fallecería 10 años más tarde.

## Trayectoria artística
Su obra fue un producto tipo de la Escuela de Bellas Artes, bien concebida y estructurada en unos cánones clásicos de colorido, semántica y composición, destacando en el retrato realismo y bien elaborado en el que se ganó la admiración de su maestro Manuel Benedito.
Fue becada por la Diputación Provincial para estudiar Bellas Artes en la Academia de San Fernando en Madrid. Era costumbre, entre estos alumnos becados por la Diputación, hacer entrega de alguna de sus obras a la institución provincial, quedando depositadas como fondos del Museo Provincial. En su caso fueron dos óleos: uno sobre cartón en el que representa un desnudo masculino, y otro sobre lienzo, femenina. Estas obras evidencian trabajos de escuela; en el desnudo femenino se observan errores técnicos en la resolución de la parte inferior del cuerpo, así como en la mano, que resulta un tanto postiza.
Consiguió licencia como copista en el Museo del Prado, para practicar con obras de los clásicos. Elisa se dejó influir técnicamente influir por su maestro Manuel Benedito, sobre todo en los retratos, consiguiendo una pincelada comedida que restaba espontaneidad a la obra.
Según testimonios como el de María Belén Nieto, se informa sobre un premio de la pensión del Paular obtenido por una obra de tema realista que hacía referencia a un grupo de mineros con vagonetas. Este premio le ayudó a ampliar su conocimientos de pintura una vez finalizada la carrera. El mismo testimonio certificó la existencia de más obra además de la actualmente conservada, alguna de ella de carácter religioso, que se debe encontrar actualmente en colecciones particulares.
Finalmente, en 1945, se establece en Castellón donde consigue la plaza en el Instituto Francisco Ribalta.

## Obras
| Año  | Obra                                            | Posición                                             |
| ---- | ----------------------------------------------- | ---------------------------------------------------- |
| 1934 | Óleo sobre cartón. Desnudo masculino. 52 x 37cm | Obra de pensionada. Propiedad Diputación Provincial. |
| 1934 | Óleo sobre cartón. Desnudo femenino. 99 x 69 cm | Obra de pensionada. Propiedad Diputación Provincial. |